# Ehn (Fluss)
Die Ehn ist ein rund 36 Kilometer langer linker Nebenfluss der Ill im französischen Département Bas-Rhin in der Region Grand Est. Sie entwässert ein – je nach Belegquelle – 165 bis 167 km² großes Einzugsgebiet, welches sich über einen Abschnitt der Vogesen und der Oberrheinischen Tiefebene erstreckt.

## Name
Der ursprüngliche Name der Flusses war Ergers (833 Argenza). Dieser Name ist im Mittellauf und in der Form Ergelsbach, einem rechten Zufluss der Ehn, heute noch gebräuchlich. Der Erstbeleg des Namens Ehn stammt aus dem Jahr 1284 (enahe). Hier liegt wahrscheinlich eine n-Ableitung des germanischen Wortes *ahwō für 'Wasserlauf' vor.

## Geographie

### Verlauf
Die Ehn entspringt auf 947 m am sanften Nordosthang des Neuntelsteins (970 m) im ausgedehnten Waldgebiet Forêt d’Obernai-Bernardswiller im Bereich einer Bergmatte in der Gemeinde Ottrott. Nur wenig westlich entspringt das Flüsschen Magel, im Süden liegt das Einzugsgebiet der größeren Andlau.
Die Ehn fließt anfangs nach Nordosten und vereinigt sich früh mit mehreren kurzen Quellbächen, ehe sie rund 250 Meter tiefer in ein enges, bewaldetes Tal eintritt, wo ihr kurz darauf am linken Ufer die D214 folgt. Ab hier ist sie Grenzbach zur Gemeinde Bœrsch und nimmt von beiden Seiten mehrere kurze Bäche auf, darunter von links den Moosbach, den Eisenbach und die Bäche aus dem Wildbretstal und Engental.
Sie erreicht den Ottrotter Ortsteil Vorbruck, den ersten Siedlungsplatz am Ufer, wo ihr nahe der Burg Koepfel am Fuße des Aukopfs (513 m) zwischen Heidenkopf (787 m) und Hohenburgerberg (700 m) von rechts der rund vier Kilometer lange Dimpfelbach zufließt. Sie unterquert die D214, welche hier auf die D426 trifft, und folgt einer längeren Häuserzeile der Gemeinde Bœrsch, deren Dorfkern nordöstlich abseits des Tales liegt.
Direkt anschließend folgt der Ortsteil Klingenthal, welcher sich beiderseits des Flusses erstreckt. Hier fließt ihr von rechts ein rund 900 Meter langer Bach von den Ottrotter Schlössern her zu. Nunmehr läuft sie mit leichten Schwankungen östlich. Beim Ortsteil Kupferhammer tritt sie wieder ganz auf das Gemeindegebiet von Ottrott über. Hier öffnet sich das Tal, linksseitig zweigt beim Parc-Aquarium Les Naïades der erste Ehnkanal ab und sie verlässt nun die Vogesen in die westliche Oberrheinische Tiefebene hinaus.
Dabei tangiert sie zugleich den an das Dorf Ottrott angrenzenden Ortsteil Ottrott le Bas im Norden. Gleich danach überquert sie die Gemeindegrenze zu Obernai, wo sie nun erst landwirtschaftliches Gebiet durchfließt. Dabei wird sie von einer üppigen Baumgalerie begleitet, die sich rechts direkt vor der Neumuehle kurz zu einem kleinen Waldstück weitet. Nach diesem wendet sie sich gegen Südosten, hier fließt kurz die Boersch (Muehlbach) parallel, ehe diese kurz darauf an der Siedlungsgrenze von Obernai von links in die Ehn einmündet.
Die Ehn umfließt nun das Stadtzentrum von Obernai im Norden und dann Osten des Stadtkerns, wobei sie die Peter-und-Pauls-Kirche unterquert und die Synagoge passiert. Nachdem sie noch die D422 gekreuzt hat, tritt sie auf das Gemeindegebiet von Niedernai über. Sie unterquert nach einem Abschnitt in der wieder offenen Flur die Autoroute A35 und fließt ab nun auf Ostkurs durch den Dorfkern von Niedernai und weiter abwärts durch das größtenteils links liegende Meistratzheim. Vor der Ehn-Brücke der D426 wendet sie sich dort gegen Nordnordosten. Kurz darauf zweigt von ihr in der Flur Nachtweid rechtsseitig ein weiterer Ehnkanal (Canal de Décharge) genannter Kanal ab, der mit einem weitläufigen System von Kanälen und Gräben kommuniziert und nach rund sieben Kilometer langem Lauf bei Blaesheim wieder auf die Ehn trifft.
Sie durchfließt den östlichen Dorfteil von Krautergersheim sowie nach Einmündung des Scheidgrabens von links einen dünnen Streifen der Gemeinde Bischoffsheim, ehe sie den südöstlichen Teil der Gemeinde Innenheim durchquert, wo sie von links das Wasser des 13 Kilometer langen Rosenmeers aufnimmt. Die Ehn erreicht nun die Gemeinde Blaesheim und passiert wenig später nach der Mündung des Ruthengrabens von links deren Dorfkern am Südrand. Dann wendet sie sich nach Ostsüdosten, überschreitet in einem Waldgebiet die Gemeindegrenze zu Geispolsheim und wechselt kurz wieder auf Nordostlauf.
Die Ehn durchquert den südlichen Teil der Stadt Geispolsheim und läuft von nun an mit kleinen Richtungswechseln östlich. Sie nimmt den Ergelsenbach von rechts auf und mündet schließlich, nachdem sie ein Krankenhausgelände durch- und die Route nationale 83 unterquert hat, wenig südwestlich der Stadt Illkirch-Graffenstaden auf 142 m von links und Westen in den Unterlauf der Ill.

### Zuflüsse
Direkte und indirekte Zuflüsse, flussabwärts aufgezählt. Auswahl.
- Moosbach (links), 1 km
- Eisenbach (links), 1,6 km
- Dimpfelbach (rechts), 4,2 km
  - Fullochbach (links), 3,1 km
- Boersch (Weidasch[8], Muehlbach[9]) (links), 6 km
- Scheidgraben (links), 1,9 km[7]
- Rosenmeer (links), 13,1 km
- Ruthengraben (links), 2,1 km
- Ehnkanal (rechts) 6,8 km
  - Neumattgraben (rechts), 4,4 km
- Ergelsenbach (rechts) 13,1 km
  - Hagenmattgraben (links), 3,1 km
  - Koenigsgraben (rechts), 2,8 km